# Germoglio di soia
Il germoglio di soia (in coreano: kongnamul, in giapponese daizu no moyashi, in indonesiano taugé kedele, in malese tau geh, in vietnamita gia dau nanh, in tagalog pino tauge) è un vegetale utilizzato in gastronomia ed è il prodotto della germinazione dei semi di soia. I germogli sono diffusi principalmente in Asia, soprattutto in Corea.

## Descrizione

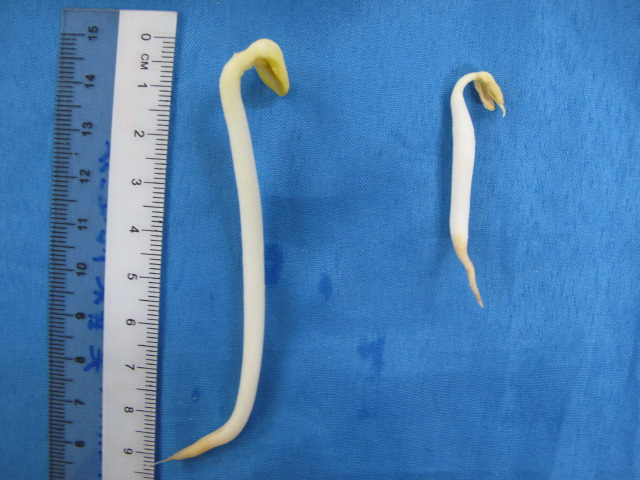
Germoglio di soia a sinistra e di vigna radiata a destra

Si differenziano dai germogli di vigna radiata per il seme di soia giallo più voluminoso su una delle estremità e per la spessa e lunga radice sull'altra estremità. Il sapore è gradevole e ricorda quello delle noci. Dopo la cottura mantengono una buona consistenza. Indici di freschezza sono il colore bianco e la fragranza del gambo, e la presenza del seme giallo, che è la parte più saporita e nutriente. Si possono conservare in frigorifero per 3 o 4 giorni immersi nell'acqua, che va cambiata ogni giorno. Si prestano a essere consumati anche in inverno, quando altri vegetali freschi non sono disponibili. Germogliano rapidamente e sono quindi disponibili in qualsiasi stagione. Si coltivano con facilità facendo germinare i semi di soia in presenza di umidità e luminosità.

## Consumo e pietanze
Possono fare da contorno, dopo averli fatti saltare in padella con opportuni ingredienti, o possono a loro volta essere un ingrediente per zuppe, piatti di pasta e fritture al salto di verdura, carne o pollame. È sconsigliato consumarli crudi e sono da scartare i germogli che presentino qualsiasi segno di foglioline crescenti subito sotto al seme giallo.

### Corea

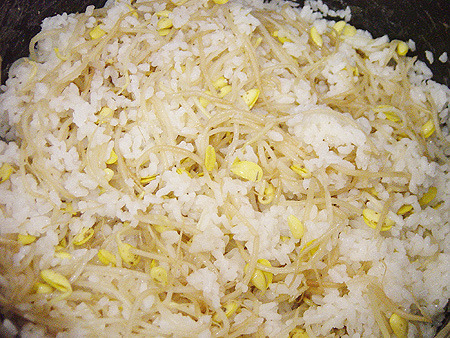
Kongnamul-bap

La Corea è la zona al mondo dove si consumano più germogli di soia. Il termine coreano kongnamul (콩나물?) indica sia i germogli di soia che i piatti namul dove sono presenti come ingrediente principale. Tra queste pietanze vi sono il kongnamul-guk, un brodo semplice e piccante, il kongnamul, insalata con germogli di soia cotti, e il kongnamul-bap, in cui i germogli cotti vengono serviti sul riso al vapore.

## Proprietà nutrizionali e medicinali

### Contenuto
I germogli di soia sono ricchi di proteine, olio e vitamina C. Il contenuto calorico è uno dei più bassi tra quelli dei vegetali commestibili. 100 grammi di germogli di soia contengono circa 49 calorie con il 51% di proteine, 26% di lipidi e 23% di carboidrati e sono suddivisi come segue:
- 86,3 g di acqua
- 6,2 g di proteine
- 1,4 g di lipidi
- 3 g di carboidrati
- 3 g di zuccheri solubili

- 30 mg di sodio
- 218 mg di potassio
- 1 mg di ferro
- 48 mg di calcio
- 67 mg di fosforo

- 0,23 mg di vitamina B1
- 0,2 mg di vitamina B2
- 0,8 mg di vitamina B3
- 24 µg di vitamina A
- 13 mg di vitamina C

### Indicazioni
Secondo quanto riporta un sito dell'Humanitas, tra gli effetti benefici dei germogli sulla salute vi sono:
- Prevenzione dei depositi di grasso nelle arterie e riduzione del rischio di malattie all'apparato cardiovascolare grazie alla lecitina di soia che contengono.
- Rafforzamento delle ossa in virtù delle proteine della soia che aiutano l'organismo ad assimilare la vitamina D.
- Regolarizzazione dell'attività intestinale e perdita di peso per il loro elevato contenuto di fibre che aumentano anche il senso di sazietà, e per il basso contenuto calorico.
- Aiuto per i problemi legati alla menopausa, periodo in cui le donne hanno carenza di estrogeni e ormoni femminili, le cui proprietà antiossidanti sono simili a quelle degli isoflavoni, di cui i germogli di soia sono ricchi.
- Proprietà antitumorali
- Aiuto a mantenere l'organismo giovane e in salute grazie alle loro vitamine e minerali.

### Controindicazioni
Al contrario dei germogli di vigna radiata che si mangiano anche crudi, è consigliabile cucinare i germogli di soia per eliminare un fattore antinutrizionale presente nel germoglio crudo. Contengono infatti fitati, che scompaiono cucinandoli e che se assunti in grandi quantità possono ridurre l'assorbimento di importanti sostanze nutrienti come ferro, calcio e magnesio. La quantità di acido fitico nel germoglio è comunque notevolmente inferiore a quella del seme integro. È dibattuto inoltre se gli isoflavoni contenuti nella soia, come la genisteina, possano essere nocivi per la tiroide. I germogli di soia e la stessa soia sono tra gli alimenti che procurano il maggior numero di reazioni allergiche e, nel caso si verifichino, è opportuno astenersi dal consumarli. Germogli conservati troppo a lungo e avariati possono presentare alcune varietà di funghi e batteri patogeni.